# پائول نظروف

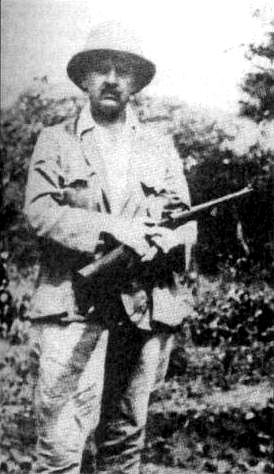
پاول استپانویچ نظروف

پاول استپانویچ نظروف (به روسی: Па́вел Степа́нович Наза́ров)  یا  پائول نظروف (Paul Nazaroff) (متوفی 1942) زمین شناس و نویسنده روسی بود که در انقلاب روسیه گرفتار شد و رهبر توطئه ای برای سرنگونی حکومت بلشویک ها در آسیای مرکزی شد.

## آثار
- Hunted through Central Asia, Paul Nazaroff, 1932.
- Moved On! from Kashgar to Kashmir, Paul Nazaroff, 1935.
- Kapchigai Defile: the journal of Paul Nazaroff, Paul Nazaroff, 1980.
- What are the Zimbabwe Ruins? The solution of their secret.", Extract from: Blackwood's Magazine, June 1931, pp. 765-792.

## منبع
- مشارکت‌کنندگان ویکی‌پدیا. «Paul Nazaroff». در دانشنامهٔ ویکی‌پدیای انگلیسی، بازبینی‌شده در ۲۰۲۴-۰۹-۰۳.